# バファローブル
バファローブル（Buffallo BULL）は、日本プロ野球・オリックス・バファローズのマスコットキャラクター。2011年1月8日から28日にかけて名前が公募された。球場への初登場は2月27日の高知県立春野運動公園野球場での対阪神オープン戦。名前が決定されたのは3月9日。背番号はネッピーから受け継ぎ、111。バファローベルの兄。
オリックス・バファローズ研究開発室によって作られた牛型ロボットという設定である。
名前には、強く勇敢な雄牛「ブル」と、目の色の「ブルー」（前身のチームは「ブルーウェーブ」である）の意味が込められ、またファンを「ブルブル」と身震いさせる様な熱い戦いと勝利を、という思いが込められている。
デザインは幸池重季。

## 容姿
- 大きな金色の角が生えている。その大きさは、妹よりも一回りほど大きい。
- 野球帽は着脱可能。
- 赤い手袋を付け、手首には金色のブレスレットをはめている。
- トップスは、選手と同じユニフォームである。表記は「B-BULL 111」。
  - 前身球団の復刻イベントの際も基本的に現行のユニフォーム姿だが、2011年の阪急ブレーブス復刻試合や2020年のオリックス・ブルーウェーブ復刻試合では当該ユニフォームを着用していた。
- ベルトは青色のものを着用。
- 靴は青色の地に灰色の2本のラインが入ったデザイン。デビュー当時から2016年まで、両脇にミズノのロゴが水色で入っていたが、2017年から、ユニフォームのオフィシャルサプライヤーがデサントとなったため、現在はデサントのロゴが入っている。
- 体毛はオレンジと白で、腕や脚は普段人前に晒さない[4]。
- デビュー当初は公式イラストを反映した紺色の長いマフラーとガントレットのような装飾を付けていたが、現在はこれらを常用していない。シーズン終了後のイベント出演時のみ、一時的にこの姿になる場合がある。

## 特徴
- バファローブルは球場に入ったときや、観客と接したときなど、よくお辞儀をする。
  - そのお辞儀は、手を上にあげ、そのまま身体を手が靴に付くまで曲げるといったもの。
- マフラータオルやフラッグを闘牛士のムレータに見立て、角を向けて突撃していくパフォーマンスをしばしば行う。
- ドアラやレオのようにバック転などの激しいパフォーマンスは原則行わないが、2022年・2023年のオールスターでは他のマスコットの指導のうえで側転を披露していた。
- ダンスを得意とし、主にSKYダンスを踊っている。また、かつてマル・マル・モリ・モリ!ダンスを踊ったこともあった。その時のポジションは鈴木福くん側。
- 5回裏終了時のパフォーマンスを始め、BsGravity出演時にも一緒に登場し、パフォーマンスの合間にメンバーともたびたび絡んでいる。
- 他球団のマスコットとも分け隔てなく友好関係を築いている。トラッキー、ジャビット、ドアラなどと戯れていることが頻繁にある。
- カメラ好き。
- 少年野球選手やゲストの著名人が投球するプレ始球式では打者役を務めるが、2011年には左手首に死球を受けて負傷し、長期離脱を余儀なくされた。2018年には左の角が死球で折れてしまった（この時は離脱はせず、角も死球を受けてから1時間ほどで復活している）。2度目の死球発生以降は打席に立たず、ベルと共にマウンド付近で投球を見守る形式が続いていた。2021年頃からは再び打者役を演じているが、プレ始球式そのものの機会が以前よりも減少している。
- 2020年より、ベルと共用のTwitterアカウントを開設。選手名等のハッシュタグを付ける場合を除き、ツイートは基本的に漢字を使わずひらがな・カタカナのみを使用した文体となっている[5]。
- 本社が同じ大阪府に拠点していることから、テレビ大阪製作のアニメ『マジカパーティ』第33話にゲスト出演し、バファローベルらパ・リーグマスコット全員がゲスト出演している。

## バトルモード
- 2013年8月9日、”超人的”な選手たちと身近に接し、また熱いファンの声援を浴びる事で、秘められたパワーが選手たちやファンの波動に同調し、モードチェンジ機能が覚醒。バファローブルのパワフルな元気さはそのままに、さらに”強さ”と”カッコよさ”を増幅させた姿「バファローブル バトルモード」へと変身した。

## 兄と妹
- バファローブルは結構バファローベルと仲がいい。たまに試合開始前や休憩時間などでエアボールを使ったキャッチボールをしていることがある。オチとしては、ブルかベル、どちらかの顔にエアボールが当たってしまい、怒って走り回るのが有名。また、試合終了後にビジター応援席へボール投げ入れのとき、なかなかボールが入らないベルをフォローする場面も見られる。試合終了後のストレッチに兄妹そろって参加することもある。
- バファローベルだけがマスコミで取り上げられることがあり、その都度ブルはスネる。